# عمه میم (فیلم)
عمه میم (انگلیسی: Auntie Mame) فیلمی در ژانر درام به کارگردانی مورتون داکوستا است که در سال ۱۹۵۸ منتشر شد.
این فیلم برنده جایزه گلدن گلوب بهترین فیلم موزیکال یا کمدی توسط مورتون داکوستا در سال ۱۹۵۸ شده است.

## بازیگران
- روسالیند راسل
- فارست توکر
- کورال براون
- راجر اسمیت
- پگی کاس
- جوانا بارنز
- فرد کلارک
- لی پاتریک
- پاتریک نولز